# Марилебон

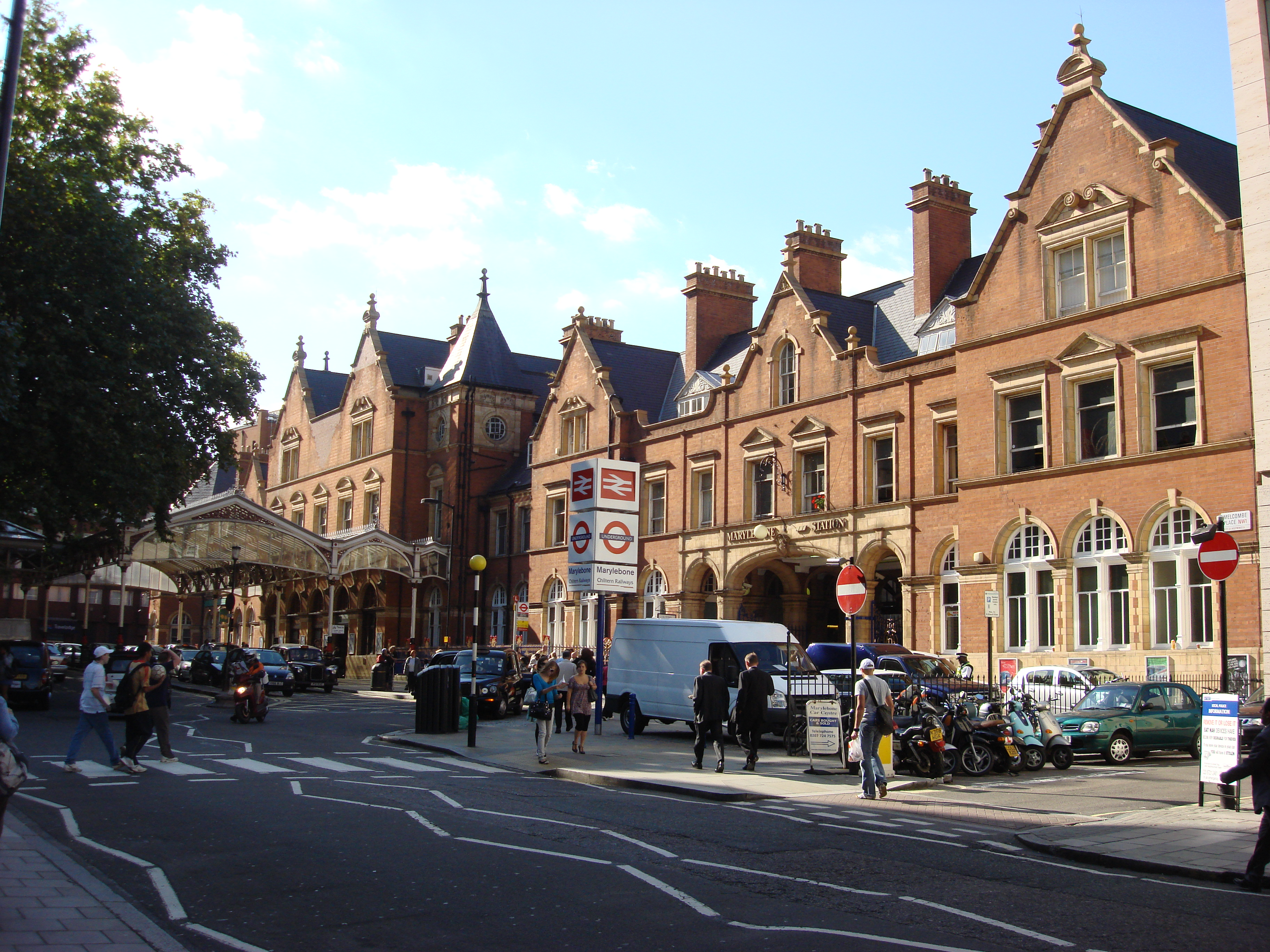
Марилебонский вокзал (англ.)

Марилебон (англ. Marylebone) — зажиточный квартал на севере Вестминстера, берущий название от приходской церкви Девы Марии. Застраивался в продолжение всего XIX века. Здесь находится Марилебонский вокзал  (англ., 1899) — самый маленький в Лондоне.
В современном понимании с Марилебоном граничат следующие кварталы: с юга — Мэйфэр, с юго-востока — Сохо, с востока — Фицровия (англ.), с северо-востока — Риджентс-парк, с севера — Сент-Джонс-Вуд, с северо-запада — Килберн, с запада — Паддингтон, с юго-запада — Гайд-парк.
Марилебон ограничен: с юга — Оксфорд-стрит, с запада — Эдгар-роуд, с севера — Марилебон-роуд и с востока — Грейт Портлэнд стрит.
Со стороны Риджентс-парка по кварталу проходит Бейкер-стрит, известная домом-музеем Шерлока Холмса и музеем мадам Тюссо. Другие достопримечательности — собрание Уоллеса, старейшая в Британии православная церковь и штаб-квартира Би-Би-Си.
Как жилой квартал Марилебон относится к числу самых престижных в Лондоне. В разное время здесь жили Питт Старший, лорд Байрон, Герберт Уэллс, Джон Леннон, Пол Маккартни, Ринго Старр, Джими Хендрикс, Йоко Оно и Мадонна.
На Харли-стрит традиционно принимают пациентов практикующие медики и стоматологи.